# Anton Endres
Anton Endres (ur. 3 czerwca 1909, zm. 28 maja 1946 w Landsberg am Lech) – zbrodniarz hitlerowski, SS-Oberscharführer, członek załogi obozów koncentracyjnych Dachau i Majdanek.
Członek Waffen-SS. Od 7 września 1939 do maja 1942 roku pełnił służbę w obozie Dachau jako sanitariusz i blokowy (Blockführer). Endres mordował za pomocą śmiertelnych zastrzyków i maltretował więźniów w obozowym szpitalu. Asystował również w okrutnych pseudoeksperymentach medycznych. Od maja 1942 do czerwca 1943 roku pełnił służbę w obozie Majdanek.
W procesie załogi Dachau skazany został przez amerykański Trybunał Wojskowy na karę śmierci przez powieszenie. Wyrok wykonano w więzieniu Landsberg.